# Laingiella bambusae
Laingiella bambusae là một loài côn trùng cánh nửa trong họ Aleyrodidae, phân họ Aleyrodinae.
Laingiella bambusae được Corbett miêu tả khoa học đầu tiên năm 1926.